# Tratado de Funcionamiento de la Unión Europea

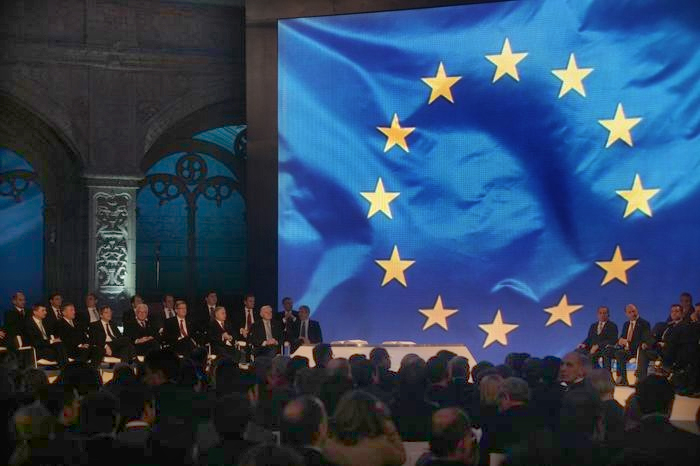
Tratado de Funcionamiento de la Unión Europea.

El Tratado de Funcionamiento de la Unión Europea (TFUE) —inicialmente, Tratado constitutivo de la Comunidad Económica Europea—  es uno de los Tratados constitutivos, que organiza el funcionamiento de las instituciones de la Unión Europea y determina los ámbitos, la delimitación y las condiciones de ejercicio de sus competencias de gobierno. Es uno de los cuatro textos que conforman la denominada "constitución material de la Unión Europea", junto con el Tratado de la Unión (TUE), el Tratado Euratom y la Carta de Derechos Fundamentales (CDF).
El TFUE fue firmado en Roma en 1957 bajo el nombre de "Tratado constitutivo de la Comunidad Económica Europea". Desde entonces ha sobrevivido con diversas reformas y distintas denominaciones introducidas por instrumentos posteriores: 
- Entre 1957-1992, "Tratado Constitutivo de la Comunidad Económica Europea".
- Entre 1992-2009, "Tratado Constitutivo de la Comunidad Europea", y;
- A partir de 2009, desde la entrada en vigor del Tratado de Lisboa, la actual denominación de "Tratado de Funcionamiento de la Unión Europea".

De esta forma, el TFUE es, junto al Tratado Euratom (también de 1957), el más antiguo de los tratados que fundamentan jurídicamente la actual Unión Europea. 
Hoy en día es el texto en que se contiene con mayor detalle el marco jurídico en que se desarrollan las distintas políticas y acciones de la Unión en todos sus ámbitos y los principios constitucionales que los rigen, con excepción de la política exterior y de seguridad común y de su política común de seguridad y defensa, excepcionalmente ubicadas en el TUE. Se trata, por lo tanto, de las políticas tradicionalmente ubicadas en el antiguo primer pilar, las que no siguen pautas intergubernamentales sino el método comunitario clásico. Aunque el TFUE tiene el mismo rango jurídico que el TUE, es cierto que su más pormenorizado contenido, que es en gran medida desarrollo de las disposiciones constitucionales contenidas en el TUE, hacen que sus propias cláusulas remitan en numerosas ocasiones al marco de las disposiciones generales contenidas en este último, por lo que de facto es precisamente el TUE el que con frecuencia se considera el texto más propiamente constitucional de todos. El título mismo del TFUE parece apuntar en este mismo sentido complementario al TUE. Ello no obstante, son precisamente estas características y su mayor especialización los que hacen que este tratado tenga una aplicación práctica mucho más frecuente y visible.

## Preámbulo
El Preámbulo enuncia la intención última que condujo a la firma del Tratado en 1957. Es aquí donde se contiene la famosa máxima que guía el proceso de construcción comunitaria: "una unión cada vez más estrecha entre los pueblos de Europa".

## Primera parte: Principios
Título II ("Disposiciones de aplicación general"), que es en el que verdaderamente se expresan los principios generales de la acción comunitaria que enuncia el rótulo de la Primera Parte. Se trata de los principios funcionales, en la medida en que ordenan el cauce regular de las instituciones y de las políticas comunitarias concretas, su funcionamiento, y no la sustancia fundamentadora de las mismas. Los valores y objetivos de la Unión Europea en su conjunto están contenidos en el TUE, que también enuncia algunos de los principios funcionales más relevantes, luego desarrollados en el TFUE, como los de atribución de competencias, subsidiariedad, proporcionalidad, cooperación leal, igualdad de los Estados miembros, respeto a las identidades nacionales, y democracia representativa, entre otros.

### Competencias
El Título I ("Categorías y ámbitos de competencias de la Unión") es de la máxima importancia y su contenido es una de las principales innovaciones técnicas de las reformas introducidas por el Tratado de Lisboa. El TFUE clarifica el reparto competencial entre la Unión y sus Estados miembros al enunciar y clasificar en su artículo 2 y siguientes las competencias de aquella en distintas categorías. Además enuncia de manera más clara y compacta los principios que hasta ahora regían la delimitación de competencias, así como su ejercicio. No obstante, para la completa comprensión de estos principios es preciso también acudir al artículo 5 del TUE.
Así, el TFUE distingue entre las siguientes categorías de competencias comunitarias:
- Competencias exclusivas de la Unión: enunciadas en el artículo 3, se ejercen sobre ámbitos determinados en los que sólo la Unión puede legislar y adoptar actos jurídicamente vinculantes, mientras que los Estados miembros (EE.mm.) sólo podrán hacerlo en la medida en que sean facultados por la Unión, o para aplicar el Derecho de la Unión.
- Competencias compartidas: enunciadas en el artículo 4, se ejercen sobre ámbitos determinados en los que la Unión y los EE.mm. pueden legislar y adoptar actos jurídicamente vinculantes. Sin embargo, los EE.mm. sólo podrán ejercer su competencia en la medida en que la Unión no haya ejercido la suya.
- Competencias de apoyo, coordinación y complemento: se trata de una categoría un tanto heterogénea, cuyo ejercicio concreto viene en ocasiones determinadas regulado por disposiciones específicas relativas a cada ámbito afectado. En cualquier caso no sustituyen ni impiden la actuación de los Estados, y no conllevan armonización alguna de las legislaciones nacionales.
- Competencias especiales: se recogen aquí las distintas previsiones competenciales no susceptibles de encuadre en ninguna de las categorías anteriores, que se rigen por disposiciones muy específicas, diferentes a los métodos ordinarios de delimitación y ejercicio de las competencias. No están recogidas unitariamente por los Tratados, porque sus regímenes son muy distintos entre sí, pero el TFUE las enuncia separadamente a continuación de las demás categorías. Se trata de la coordinación de las políticas económicas, incluidas la gobernanza de la zona euro, la coordinación de las políticas de empleo y la coordinación de las políticas sociales, y la política exterior y de seguridad común, incluida la política común de seguridad y defensa.

| Competencias exclusivas: |

| Sólo la Unión puede legislar y adoptar actos vinculantes; los Estados únicamente podrán si son facultados por la Unión o para aplicar actos de la Unión |
| - la unión aduanera; - el establecimiento de las normas sobre competencia necesarias para el funcionamiento del mercado interior; - la política monetaria de los Estados miembros cuya moneda es el euro; - la conservación de los recursos biológicos marinos dentro de la política pesquera común; - la política comercial común; - la celebración de acuerdos internacionales en el marco de estas competencias. |

| Competencias compartidas: |

| La Unión y los Estados miembros pueden legislar y adoptar actos vinculantes, pero los Estados sólo ejercerán su competencia en la medida en que la Unión no lo haya hecho |
| - el mercado interior - la política social, en los aspectos definidos por los Tratados - la cohesión económica, social y territorial; - la agricultura y la pesca; - el medio ambiente; - la protección de los consumidores; - el transporte; - las redes transeuropeas; - la energía; - el espacio de libertad, seguridad y justicia; - los asuntos comunes sobre salud pública |

| Las políticas y acciones de la Unión no impedirán a los Estados ejercer las suyas                                |
| - la investigación, el desarrollo tecnológico y el espacio - la cooperación al desarrollo y la ayuda humanitaria |

| Competencias especiales (catalogadas aparte)                                                                             |
| - la coordinación de las políticas económica, social y de empleo - la política exterior y de seguridad común (PESC-PCSD) |

| Competencias de apoyo: |

| La Unión puede llevar a cabo acciones con el fin de apoyar, coordinar o complementar la acción de los Estados                                                                                                 |
| - la protección y mejora de la salud humana - la industria - la cultura - el turismo - la educación, la formación profesional, la juventud y el deporte - la protección civil - la cooperación administrativa |

De conformidad con lo dispuesto en el artículo 5 del Tratado de la Unión, la delimitación de las competencias de la Unión se rige por el principio de atribución. El ejercicio de las mismas se rige por los principios de subsidiariedad y proporcionalidad.
Sin embargo el TFUE completa este régimen sucinto con las disposiciones de aplicación general contenidas en los artículos 7 y siguientes. En ellos se establecen las siguientes directrices en el diseño y ejecución de la acción comunitaria:
- en el ejercicio de sus actividades, la Unión deberá velar por la coherencia política del conjunto de la acción comunitaria;
- en todas sus acciones la Unión promoverá en lo posible la igualdad efectiva entre hombres y mujeres;
- en la definición y ejecución de sus políticas, la Unión tendrá presente la lucha contra la exclusión social y procurará un nivel adecuado de empleo y de protección social;
- la Unión procurará en todo la remoción de toda discriminación por razón de sexo, raza u origen étnico, religión o convicciones, discapacidad, edad u orientación sexual;
- las exigencias de medio ambiente y desarrollo sostenible deberán integrarse en la definición y realización de todas las políticas comunitarias;
- en la planificación y aplicación de la acción comunitaria se tendrán en cuenta las exigencias de protección de los consumidores;
- en lo concerniente a las políticas con implicación regional y ambiental, la Unión procurará conciliar su actuación con el bienestar de los animales, así como con el respeto a las tradiciones regionales y locales dignas de protección cultural o religiosa;
- la Unión y sus Estados miembros tendrán en cuenta la importancia de los servicios de interés general en el óptimo funcionamiento de la comunidad a la hora de diseñar, valorar y emplear los instrumentos de promoción de la cohesión social y territorial, estableciendo para ello principios de aplicación general en la organización, financiación y funcionamiento de los mismos, con arreglo al procedimiento legislativo ordinario;
- a fin de fomentar una buena gobernanza y la adecuada participación de la sociedad civil a nivel continental, la Unión y sus instituciones, órganos y organismos actuarán de conformidad con los principios de apertura y de transparencia;
- la Unión garantizará en todas sus políticas un nivel adecuado de protección de los datos de carácter personal;
- la Unión respetará y no prejuzgará el estatuto que los Estados miembros reconozcan, en virtud de su Derecho interno, a las iglesias, asociaciones y comunidades o confesiones religiosas, así como a las organizaciones filosóficas y no confesionales. A la par, reconoce su identidad y aportación específicas, y en consonancia mantendrá un diálogo abierto, transparente y regular con dichas confesiones y organizaciones.

## Segunda parte: No discriminación y ciudadanía
La Segunda Parte del Tratado ("No discriminación y ciudadanía de la Unión") ordena el régimen de ciudadanía de la Unión Europea, refiriéndose los principales derechos y deberes que asisten a sus ciudadanos como tales, sin perjuicio de los demás que pudieran establecerse, y definiendo en más detalle los rasgos de su aplicación. Los derechos constitucionales contenidos son:
- libre circulación y residencia en todo el territorio de la Unión;
- sufragio activo (voto) y pasivo en las elecciones al Parlamento Europeo y en las elecciones municipales del Estado miembro de residencia, sean o no nacionales del mismo, y en idénticas condiciones que éstos;
- protección diplomática y consular en terceros países en los cuales no esté representado el Estado del que son nacionales, por parte de cualquier otro Estado de la Unión, en las mismas condiciones que sus propios nacionales;
- petición al Parlamento Europeo, recurso al Defensor del Pueblo Europeo, y en general derecho de dirigirse a cualquier institución u organismo consultivo de la Unión en una de las lenguas oficiales de la Unión y de recibir contestación en esa misma lengua.

Asimismo en el artículo 19 se enuncia una cláusula general de no discriminación (no discriminación por nacionalidad, sexo, origen racial o étnico, religión o convicciones, discapacidad, edad u orientación sexual) que, combinada con el artículo 10, crea una obligación activa de lucha contra la discriminación aplicable a todas las instituciones de la Unión en el ejercicio de sus competencias y a los Estados miembros y sus poderes constitucionales cuando apliquen el Derecho de la Unión. Esta cláusula, sin embargo, remite en parte a un ulterior desarrollo legislativo de la misma para su efectiva precisión y condiciones.

## Tercera parte: Políticas y acciones internas
La Tercera Parte del Tratado ("Políticas y acciones internas de la Unión"):
- El Título II ("Libre circulación de mercancías")
  - Capítulo 1 ("Unión aduanera")
  - Capítulo 2 ("Cooperación aduanera")
  - Capítulo 3 ("Prohibición de las restricciones cuantitativas entre los Estados miembros")
- El Título III ("Agricultura y pesca")
- El Título IV ("Libre circulación de personas, servicios y capitales")
  - Capítulo 1 ("Trabajadores")
  - Capítulo 2 ("Derecho de establecimiento")
  - Capítulo 3 ("Servicios")
  - Capítulo 4 ("Capital y pagos")
- El Título V ("Espacio de libertad, seguridad y justicia")
  - Capítulo 1 ("Disposiciones generales")
  - Capítulo 2 ("Políticas sobre controles en las fronteras, asilo e inmigración")
  - Capítulo 3 ("Cooperación judicial en materia civil")
  - Capítulo 4 ("Cooperación judicial en materia penal")
  - Capítulo 5 ("Cooperación policial")
- El Título VI ("Transportes")
- El Título VII ("Normas comunes sobre competencia, fiscalidad y aproximación de las legislaciones")
  - Capítulo 1 ("Normas sobre competencia")
    - Sección primera ("Disposiciones aplicables a las empresas")
    - Sección segunda ("Ayudas otorgadas por los Estados")

  - Capítulo 2 ("Disposiciones fiscales")
  - Capítulo 3 ("Aproximación de las legislaciones")
- El Título VIII ("Política económica y monetaria")
  - Capítulo 1 ("Política económica")
  - Capítulo 2 ("Política monetaria")
  - Capítulo 3 ("Disposiciones institucionales")
  - Capítulo 4 ("Disposiciones específicas para los Estados miembros cuya moneda es el euro")
  - Capítulo 5 ("Disposiciones transitorias")
- El Título IX ("Empleo")
- El Título X ("Política social")
- El Título XI ("El Fondo Social Europeo")
- El Título XII ("Educación, formación profesional, juventud y deporte")
- El Título XIII ("Cultura")
- El Título XIV ("Salud pública")
- El Título XV ("Protección de los consumidores")

- El Título XVI ("Redes transeuropeas")

- El Título XVII ("Industria")
- El Título XVIII ("Cohesión económica, social y territorial")
- El Título XIX ("Investigación y desarrollo tecnológico y espacio")
- El Título XX ("Medio ambiente")
- El Título XXI ("Energía)
- El Título XXII ("Turismo")
- El Título XXIII ("Protección civil")
- El Título XXIV ("Cooperación administrativa")

## Cuarta parte: Asociaciones con la ultramar
La Cuarta Parte: "Asociación de países y territorios de ultramar"

## Quinta parte: Acción exterior de la Unión
La Quinta Parte del Tratado ("Acción exterior de la Unión")

### Disposiciones generales
El Título I ("Disposiciones generales relativas a la acción exterior de la Unión")

### Política comercial común
El Título II ("Política comercial común")

### Cooperación y ayuda al desarrollo
El Título III ("Cooperación con terceros países y ayuda humanitaria")
- el Capítulo 1 ("Cooperación para el desarrollo")
- el Capítulo 2 ("Cooperación económica, financiera y técnica con terceros países")
- el Capítulo 3 ("Ayuda humanitaria")

### Otras cuestiones
- el Título IV ("Medidas restrictivas")
- el Título V ("Acuerdos internacionales")
- el Título VI ("Relaciones de la Unión con las organizaciones internacionales y con terceros países y Delegaciones de la Unión")
- el Título VI ("Cláusula de solidaridad")

## Sexta parte: Disposiciones institucionales y financieras

### Instituciones y procedimiento normativo
El Título I ("Disposiciones institucionales"):
- el Capítulo 1 ("Instituciones");
- el Capítulo 2 ("Actos jurídicos de la Unión, procedimientos de adopción y otras disposiciones"):
  - la Sección primera ("Actos jurídicos de la Unión"),
  - la Sección segunda ("Procedimientos de adopción de los actos y otras disposiciones");
- el Capítulo 3 (Órganos consultivos de la Unión"):
  - la Sección primera ("El Comité Económico y Social"),
  - la Sección segunda ("El Comité de las Regiones");
- el Capítulo 4 ("El Banco Europeo de Inversiones").

### Finanzas de la Unión
El Título II ("Disposiciones financieras");
- - el Capítulo 1 ("Recursos propios de la Unión");
  - el Capítulo 2 ("Marco financiero plurianual");
  - el Capítulo 3 ("Presupuesto anual de la Unión");
  - el Capítulo 4 ("Ejecución del presupuesto y aprobación de la gestión");
  - el Capítulo 5 ("Disposiciones comunes");
  - el Capítulo 6 ("Lucha contra el fraude").

### Cooperaciones reforzadas
El Título III ("Cooperaciones reforzadas")

## Séptima parte: Disposiciones generales y finales
La Séptima Parte del Tratado ("Disposiciones generales y finales")

## Protocolos, anexos y declaraciones
- Protocolos
- Anexos
- Declaraciones
  - Declaraciones relativas a disposiciones de los Tratados
  - Declaraciones relativas a Protocolos anejos a los Tratados
  - Declaraciones de Estados miembros